# Armadilloniscus aegaeus
Armadilloniscus aegaeus is een pissebed uit de familie Detonidae. De wetenschappelijke naam van de soort is voor het eerst geldig gepubliceerd in 1981 door Schmalfuss.